# Давыдов, Николай Андреевич
Николай Андреевич Давыдов (19 декабря 1930, Шолохово, Никопольский район — 3 сентября 2019) — советский и украинский баянист, искусствовед, педагог. Доктор искусствоведения (1991), профессор (1983). Заслуженный деятель искусств Украины (1994), лауреат Международной премии им. С. Гулака-Артемовского (2000), академик Международной академии информатизации (1996).

## Биография
Родился 19 декабря 1930 года в селе Базавлук Апостоловского района Криворожского округа (ныне часть села Шолохово Никопольского района Днепропетровской области).
В 1956 году окончил Киевскую консерваторию (класс М. Гелиса) и аспирантуру при ней (1962). Работал преподавателем баяна, в 1956—1957 годах руководил оркестром народных инструментов Нежинского педагогического института; в 1957—1959 годах преподавал баян и курс методики в Молдавской консерватории. С 1962 года работает в Национальной музыкальной академии Украины (Киев): с 1975 года — заведующий, с 1981 года — профессор кафедры народных инструментов.
В репертуаре Давыдова «Карнавал» Р. Шумана, «Чакона». И. С. Баха, прелюдии Д. Кабалевского, Д. Шостаковича, рапсодии Ф. Листа, цикл «Времена года» П. Чайковского. Автор теорий формирования исполнительского мастерства и переложений музыкальных произведений для баяна и аккордеона, а также первой комплексной Национальной программы по народным инструментам для музыкальных вузов Украины (1995). Совершил транскрипции для баяна произведений Н. Паганини (24 каприса), Б. Кампаньоли (7 дивертисментов), А. Штогаренко (Фантазия), Г. Эрнста (вариации на тему ирландской песни «Осенняя роза лета»), Ф. Вечея («Каскад») и др. Был автором и ведущим серии телепередач «Народные инструменты» (1979—1980), музыкальных радиопрограмм (2002). Редактор-составитель и соавтор сборника «Музыкальное исполнительство» (1999—2004), «Исполнительское музыковедение» (2005—2007; оба — Киев). Среди учеников — А. Дубина, А. Семешко, П. Фенюк, Ю. Фёдоров, Е. Черказова, И. Ергиев, А. Дубий, В. Самойленко, И. Завадский, И. Осипенко, А. Болгарский, Ю. Бай.
Умер 3 сентября 2019 года в Киеве.